# Jim Sullivan
James Anthony Sullivan conocido como Jim Sullivan (13 de agosto de 1940 - desaparecido el 6 de marzo de 1975) fue un cantante, compositor y guitarrista estadounidense que publicó dos álbumes antes de desaparecer sin dejar rastro en Nuevo México.

## Vida
Sullivan se crio en el área de Linda Vista en San Diego, California, donde sus padres, estadounidenses de origen irlandés, se habían mudado con sus siete hijos desde Nebraska para trabajar en la industria de defensa. Un joven alto, fue quarterback en el instituto. Según las notas autoescritas en su primer elepé, "creció en un proyecto de alojamiento del gobierno con un montón de otros Okies y Arkies" y decidido a tocar música después de escuchar grupos locales de blues. Se casó, y tocó la guitarra en una banda de rock local, The Survivors, con su cuñada Kathie Doran. Él y un amigo compraron un bar cerca de su universidad, pero el bar perdía dinero, y en 1968 se trasladó con su esposa Barbara y su pequeño hijo a Los Ángeles.
Mientras su mujer trabajaba como secretaria en Capitol Records, Sullivan escribía canciones y actuaba en clubes cada vez más prestigiosos en el área de Los Ángeles. En particular, se estableció en el club Raft de Malibú, donde se hizo amigo de figuras de Hollywood como Lee Majors, Lee Marvin, y Harry Dean Stanton. Apareció como extra en la película Easy Rider, y actuó en el espectáculo televisivo de José Feliciano. Sus amigos contribuyeron al financiamiento de la grabación de su primer álbum de canciones con músicos de sesión destacados de Los Ángeles: Don Randi al teclado, el batería Earl Palmer, y el bajista Jimmy Bond, que fue también el arreglista y coproductor. Después que Nick Venet de Capitol lo rechazara, fue lanzado por el amigo de Sullivan Al Dobbs en una pequeña compañía discográfica, Monnie, sello creado para ese único propósito. El álbum, U.F.O., fue publicado en 1969, y las canciones de Sullivan presentaban una mezcla de folk, rock y country, siendo comparado con Fred Neil, Tim Hardin, Gene Clark y Joe South, con arreglos al estilo de David Axelrod.
El álbum fue remezclado y republicado por Century City Records en 1970, y la canción "Rosey" fue lanzada como sencillo, pero tuvo poco impacto en el momento. Sullivan continuó actuando en clubes. En 1972,  grabó un segundo álbum, Jim Sullivan, arreglado por Jim Hughart, producido por Lee Burch y publicado por Playboy Records. Otra vez, sin embargo, el trabajo no tuvo éxito ni adecuada difusión. A medida que Sullivan recurría más al alcohol y su matrimonio empezaba a desintegrarse, decidió en 1975 viajar a Nashville, donde Kathie Doran trabajaba como cantante y compositora, e intentar encontrar el éxito allí.

## Desaparición
Sullivan dejó Los Ángeles el 4 de marzo de 1975, para conducir a Nashville solo en su Volkswagen Escarabajo. Al día siguiente, fue amonestado por un patrullero de carretera respecto a su conducción dando bandazos; estaba sobrio y le prometió parar a descansar. Se registró en La Mesa Motel en Santa Rosa, Nuevo México. Informes posteriores sugieren que no durmió allí, y dejó su llave dentro de la habitación, y que compró vodka en una tienda de la ciudad. Fue visto al día siguiente aproximadamente a 26 millas (42 km) de distancia, junto a un rancho remoto propiedad de la familia Gennetti. Su coche fue más tarde encontrado abandonado cerca del rancho, y según se dice fue visto por última vez alejándose de él. Dentro del automóvil quedaron el dinero de Sullivan, documentación, guitarra (que familiares y amigos afirmaron jamás abandonaría), ropa, y una caja de sus discos sin vender.
Nunca fue vuelto a ver, y los informes atribuyen su desaparición a ser asesinado, haberse desorientado y perdido, o incluso según la leyenda urbana, particularmente a la luz del título de su primer álbum, secuestro extraterrestre. Grupos de búsqueda no pudieron encontrar rastro de él. Un cuerpo descompuesto que se parecía a Sullivan fue más tarde encontrado en una área remota a varias millas de allí, pero se determinó que no era él.

## Legado
Los álbumes de Sullivan, especialmente U.F.O., se fueron volviendo de culto en los años posteriores, en parte debido a su rareza y oscuridad. En 2010, Matt Sullivan (sin ningún parentesco), el fundador de Light in the Attic Records, decidió reestrenar U.F.O., e intentos serios de resolver el misterio de la desaparición de Sullivan, entrevistando a muchos de quienes le conocieron y aquellos implicados en sus discos, pero revelando poca información nueva. El álbum fue lanzado en CD en 2011.
Una nueva colección de maquetas inéditas de Sullivan, If the Evening Were Dawn, fue lanzada en 2019 por Light in the Attic Records.

## Discografía

### Álbumes
- U.F.O. (Monnie, 1969)
  - LP reestrenado (Century City, 1970)
  - LP/CD reestrenado (Light in the Attic, 2011)
  - LP reestrenado (Vinyl Me, Please with Light in the Attic, septiembre de 2019)
- Jim Sullivan (Playboy, 1972)
- If the Evening Were Dawn (Light in the Attic, 2019)

### Singles
- "Rosey" / "Roll Back the Time" (Century City, 1970)
- "Highway" / "Lorelei Lee" (RCA, 1971)